# 中泾圣母领报堂
中泾圣母领报堂，又名中泾天主堂，位于上海松江区车墩镇新兴村南新224号。2014年4月4日，此住宅被定为第八批上海市文物保护单位。

## 生平
清同治十年（1871年），始建中泾圣母领报堂。1936年10月，重建新堂，并于次年落成。1999年当地天主教团重新修复。2000年11月正式复堂。2014年4月4日，此住宅被定为第八批上海市文物保护单位。